# 开明出版社
开明出版社是中华人民共和国的一家出版社，成立于1988年12月，社址位于北京市，由中国民主促进会中央委员会主管主办。